# Konrad Mannert

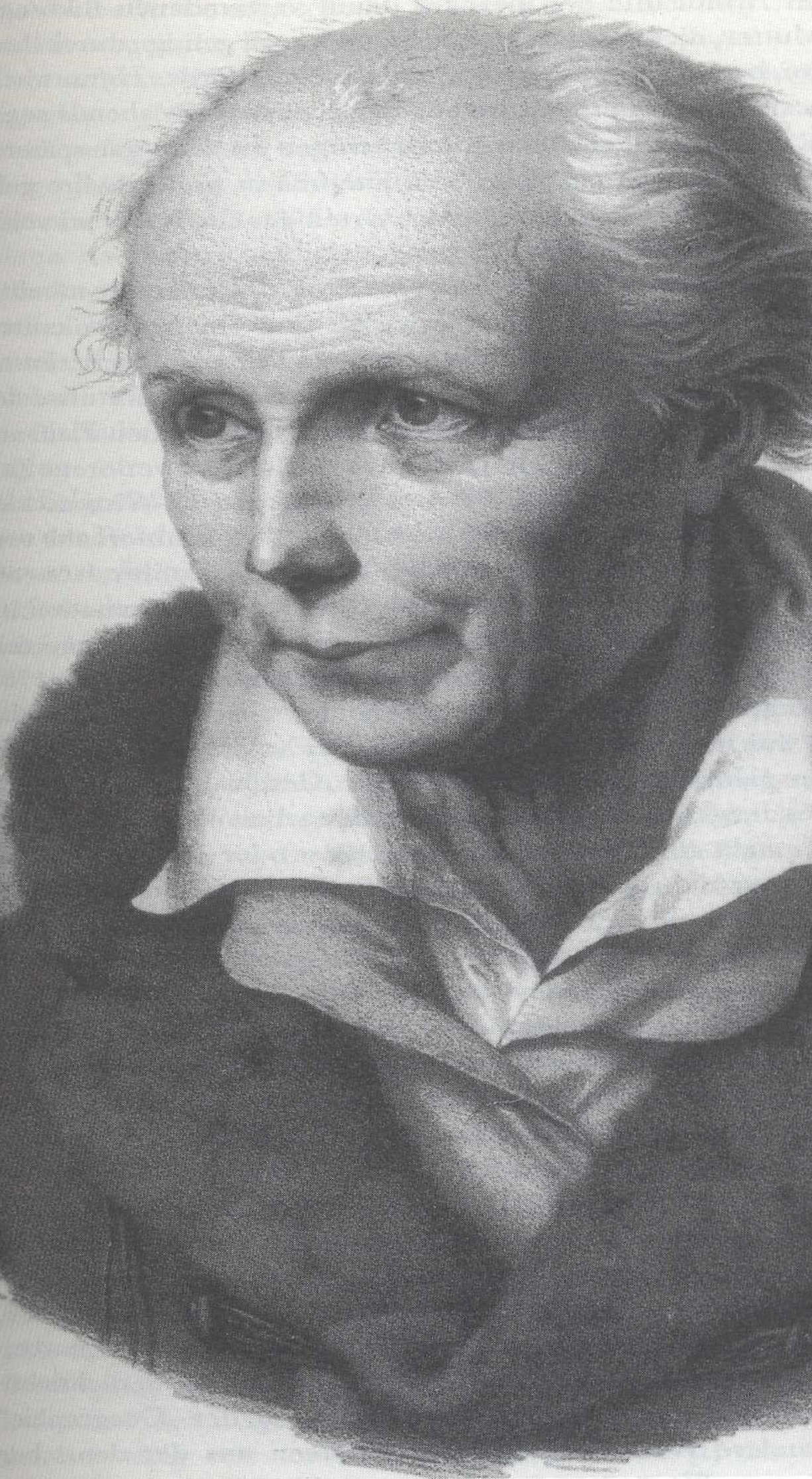
Konrad Mannert, Datum unbekannt. Nach einer Skizze von Lutz Lacroix auf Stein gezeichnet von Schimon Lacroix

Konrad Mannert (* 17. April 1756 in Altdorf bei Nürnberg; † 27. September 1834 in München) war ein deutscher Historiker und Geograph.

## Leben
Konrad Mannert war der Sohn des Baders und Chirurgen Johann Heinrich Mannert. Er besuchte als Kind die Stadtschule von Altdorf und danach die Schule von St. Sebald in Nürnberg. 1778 nahm er sein Studium an der Universität Altdorf auf. 1783 wurde er Magister. Ab 1784 arbeitete er als Lehrer an der Sebalder Schule, ab 1786 als Lehrer und Bibliothekar am Egidiengymnasium in Nürnberg. Im März 1797 erhielt er die Stelle als ordentlicher Professor für Geschichte und orientalische Sprachen an der Altdorfer Universität. 1803 übertrug ihm das Homann’sche Landkartenoffizin in Nürnberg die wissenschaftliche Leitung. In diesem Verlag brachte er zahlreiche Landkarten heraus. Das Arrangement scheint aber schon um 1807 ausgelaufen zu sein. 1805 ging er als Professor an die Universität Würzburg. 1807 wechselte er an die neue bayerische Zentraluniversität nach Landshut als Professor für Geschichte und Geographie, mit der Universität zog er dann 1826 nach München um. 1827 wurde er ordentliches Mitglied der Bayerischen Akademie der Wissenschaften und 1828 emeritiert.
Mannert war mit Ursula Jacobina Nagel, einer Tochter des Theologen Johann Andreas Michael Nagel, verheiratet.

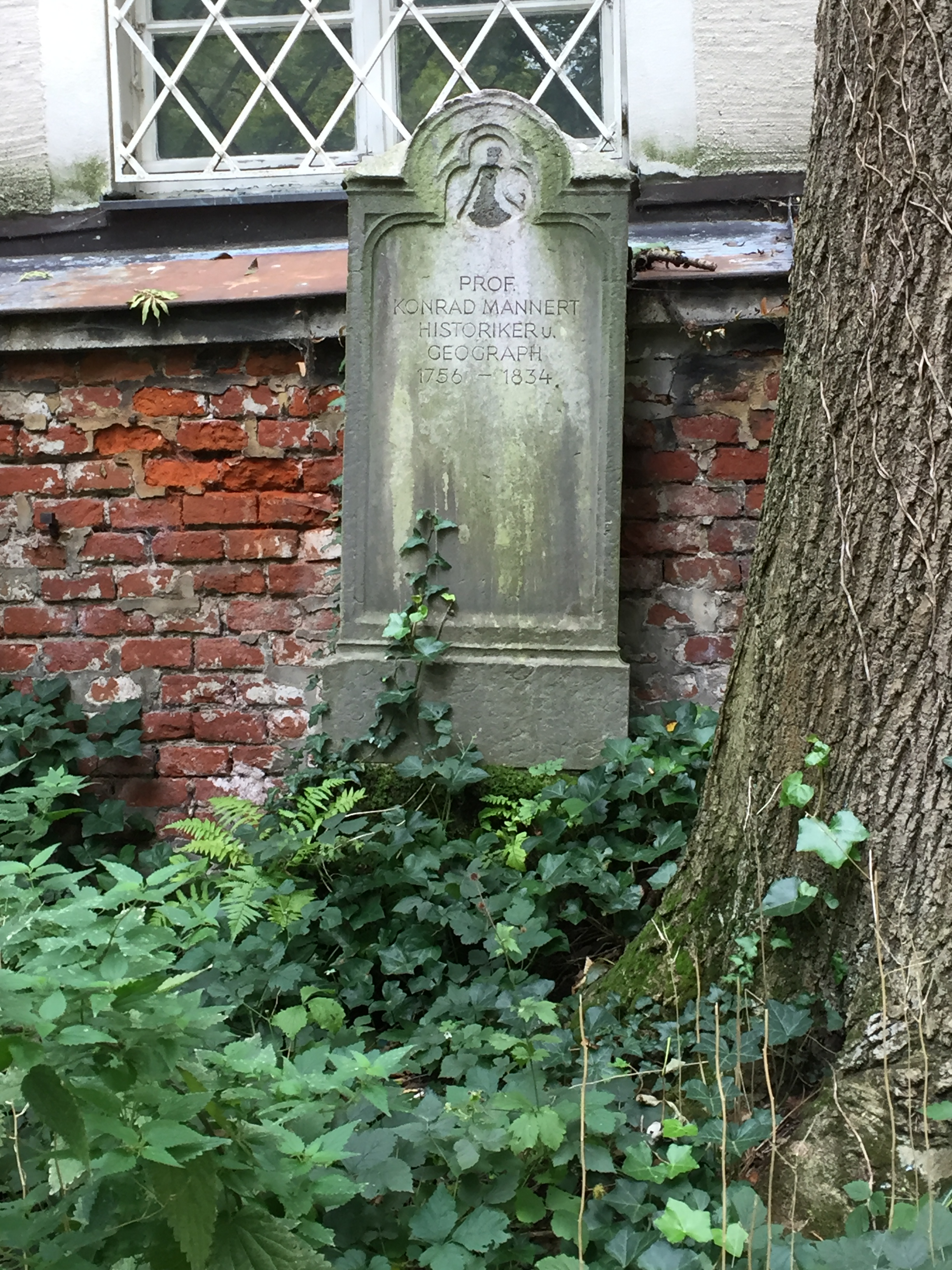
Grab von Konrad Mannert auf dem Alten Südlichen Friedhof in München

Konrad Mannert starb 1834 im Alter von 78 Jahren in München. Seine Grabstätte befindet sich auf dem Alten Südlichen Friedhof in München (Mauer Links Platz 212 bei Gräberfeld 7).

## Werk und Rezeption
Seine Werke zeichnen sich besonders durch gründliches Quellenstudium aus. Besondere Bedeutung für die Erforschung der Antike hatte sein monumentales Hauptwerk über die Geographie der Griechen und Römer, an dem er fast sein ganzes Leben lang arbeitete. Eine besondere Rezeption erfuhr dieses Werk durch den deutschen Schriftsteller Arno Schmidt (1914–1979), der daraus viele seiner Kenntnisse der antiken Welt bezog, die er für Erzählungen wie Kosmas oder Vom Berge des Nordens verwendete. Schmidt bedankte sich, indem er Mannert verschiedentlich erwähnte, so in Brand’s Haide, wo er ihn mit den Worten „Konrad Mannert: ich danke dir, ich verdanke dir viele Kenntnisse : warum haben die Wilhelmsaffen Denkmäler und nicht Konrad Mannert ? !“ würdigte.

## Schriften
- Geschichte Bayerns, Leipzig 1826, 2 Bände
- Kompendium der deutschen Reichsgeschichte, Nürnberg 1803
- Älteste Geschichte Bojariens, Sulzbach 1807
- Kaiser Ludwig IV., Landshut 1812
- Geschichte der alten Deutschen, besonders der Franken, Stuttgart 1829–1832, 2 Teile
- Geographie der Griechen und Römer, Nürnberg 1788–1825, 14 Bände
- Tabula Peutingeriana, München 1824

## Karten

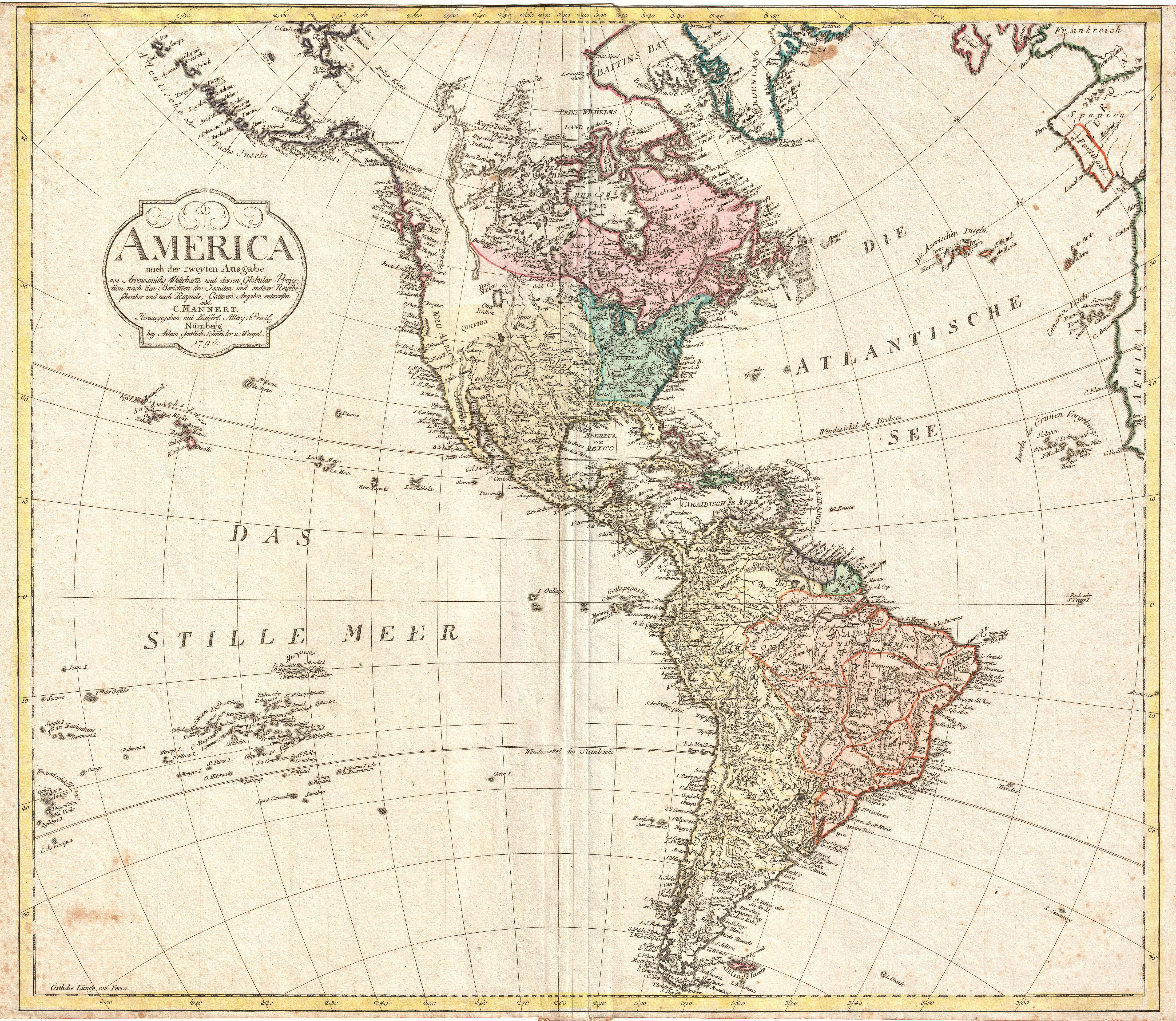
Amerika von Konrad Mannert (1796)

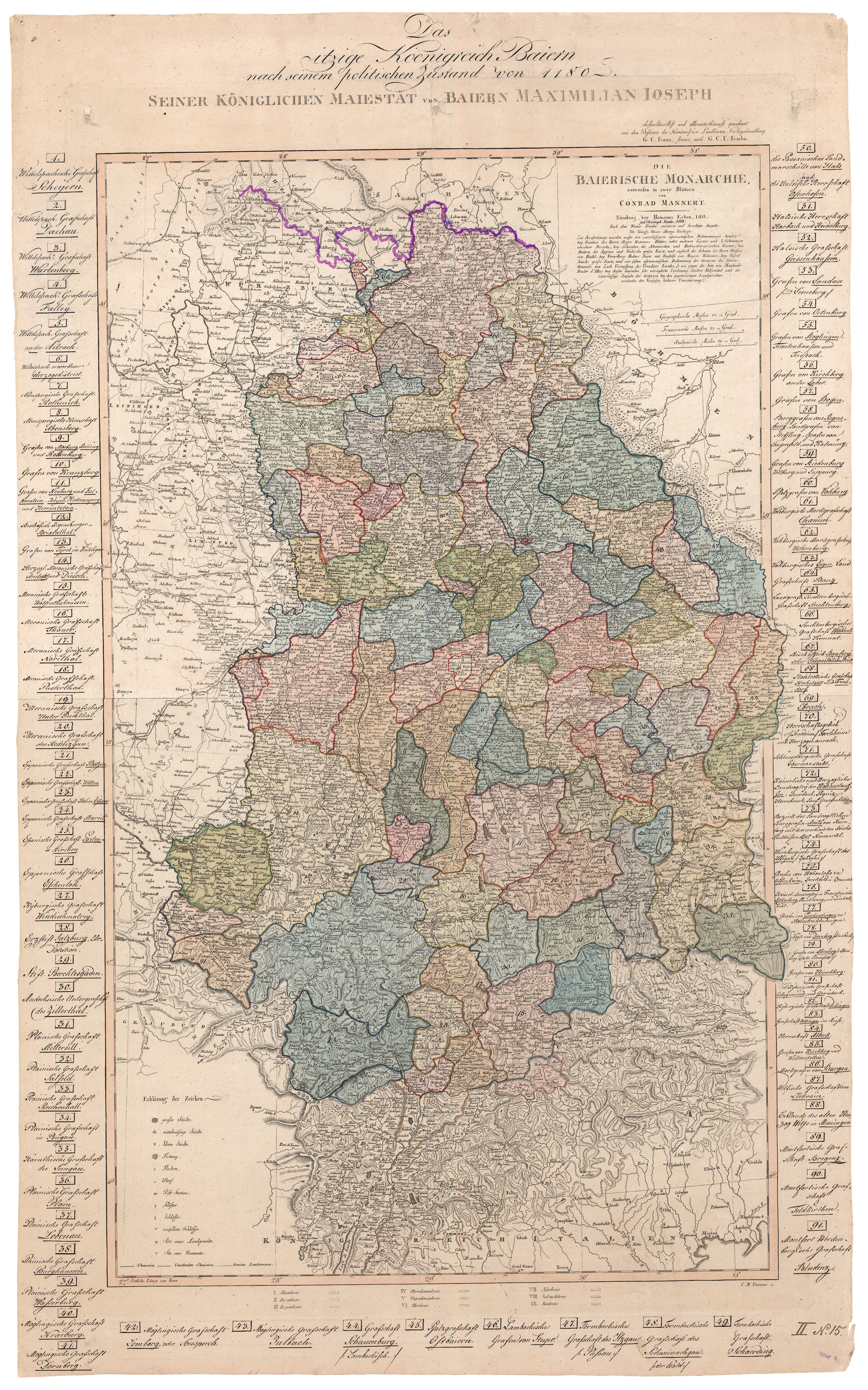
Karte von 1811 zeigt Bayern anno 1180, mit Gliederung nach Herrschaftsgebieten

- Die Baierische Monarchie. Entworfen in zwey Blättern von Conrad Mannert. Christian M. Trummer sculpsit. [Ca. 1:610 000]. Nürnberg, bey Christoph Fembo 1824. Kupferstich in 3 Teilen zu einem Blatt montiert
- Die Baierische Monarchie. [Gewidmet] König Maximilian Ioseph I. von Bayern. Entworfen in zwey Blättern von Conrad Mannert. C. M. Trummer sc. Nachder neuen Eintheilung erweiterte und berichtigte Ausgabe. [Ca. 1:610 000]. Nürnberg, Christoph Fembo, vormals Homanns Erben 1819. Mit 1 Nebenkarte: Supplement zu Mannerts Charte von Bayern: der Rheinkreis. Nebentitel: Straßenkarte des Koenigreichs Baiern nach den allerhöchsten Bestimmungen über die Eintheilung der Straßen